# Туника-Билокси (индейская резервация)
Туника-Билокси (англ. Tunica-Biloxi Indian Reservation) — индейская резервация, расположенная в восточно-центральной части штата Луизиана, США, единственная резервация объединённого племени туника-билокси.

## История
К 1848 году племя туника сохранило лишь небольшой участок земли, площадью 132 акра. В 1924 году туника официально объединились в одно племя с сиуязычными билокси, постепенно к ним присоединились оставшиеся потомки других местных племён — офо, авойель и чокто.
В 1981 году туника-билокси получили федеральное признание как племя и небольшую резервацию, первоначальная площадь которой составляла 1,69 км². В настоящее время племя владеет казино в Марксвилле, которое обеспечивает племени доход и играет роль в общественном движении за права индейцев. Кроме того, благодаря открытию казино, многомиллионный приток наличных денег сильно изменил экономику всего прихода Авойелс.

## География
Резервация расположена в штате Луизиана в центральной части прихода Авойелс, к югу от города Марксвилл, при этом часть города находится на территории резервации. Общая площадь резервации составляет 3,15 км². Административным центром резервации является город Марксвилл.

## Демография
В 2019 году в резервации проживало 153 человека. Расовый состав населения: белые — 34 чел., афроамериканцы — 11 чел., коренные американцы (индейцы США) — 97 чел., азиаты — 0 чел., океанийцы — 1 чел., представители других рас — 3 чел., представители двух или более рас — 7 человек. Испаноязычные или латиноамериканцы любой расы составили 8 человек. Плотность населения составляла 48,57 чел./км².

## Комментарии
1. ↑  В состав резервации входит часть населённого пункта.